# إم سي رين
إم سي رين مغني راب اسمه الحقيقي هو لورينزو باترسون (بالإنجليزية: Lorenzo Patterson) ، ولد عام 1969 في لوس أنجلوس في الولايات المتحدة الأمريكية، مغني معروف للراب والهيب هوب وأحد عمالقة الغانغستا راب وعضو في الN.W.A الفرقة التي زادت شهرته وضمت أكبر مغني راب الشوارع والغانغستا راب كدكتور دري.
نجح رين كثيرا وأنتج أفضل الأغاني مع دكتور دري كبداية، ثم سنوب دوغ وسايبريس هيل، ترك رين الدين المسيحي وأعلن إسلامه نهاية عام 1992 بعد آيس كيوب.

## أعمال غنائية
- 1992 All For Nothing
- 1993 Shock of the Hour
- 1996 The Villain in Black
- 1998 Ruthless for Life

## روابط
- كلمات أغاني رين
- مقابلة مع رين Aftershock

## روابط خارجية
- إم سي رين على موقع IMDb (الإنجليزية)
- إم سي رين على موقع ميوزك برينز (الإنجليزية)
- إم سي رين على موقع إن إن دي بي (الإنجليزية)
- إم سي رين على موقع أول ميوزيك (الإنجليزية)
- إم سي رين على موقع أول ميوزيك (الإنجليزية)
- إم سي رين على موقع ديسكوغز (الإنجليزية)
- إم سي رين على موقع ديسكوغز (الإنجليزية)
- إم سي رين على موقع قاعدة بيانات الفيلم (الإنجليزية)